# Mirdzsalol Kusakovics Kaszimov
Mirdzsalol Kusakovics Kaszimov (üzbégül: Mirjalol Qoʻshoqovich Qosimov; oroszul: Мирджалол Кушакович Касымов; a nemzetközi sportmédiában Mirjalol Qosimov, Kasimov vagy Kasymov, Taskent, Szovjetunió, 1970. szeptember 17. –) üzbég labdarúgóedző, középpályás, az üzbég labdarúgó-válogatott szövetségi kapitánya.